# .mu
.mu és el domini de primer nivell territorial (ccTLD) de Maurici. L'administra el Mauritius Network Information Centre (MUNIC). Alguns registradors el promocionen com a domini de primer nivell per a música i museus (encara que ja existeix el domini .museum).
Alguns grups musicals, com Muse utilitzen aquest domini, així com la discogràfica Planet Mu. Ràdio Canadà, a la seva pàgina francòfona, també l'utilitza per als streamings personalitzats <http://www.espace.mu>.
Maurici fou el segon país africà, després de Sud-àfrica a aconseguir el control del seu domini, tot i que va continuar deixant-ne la gestió en mans d'Internet Direct. El 2012, el govern va començar a litigar amb ICANN per tal de recuperar-ne el control total i forçar-ne la redelegació. Internet Direct volia una compensació econòmica.

## Dominis de segon nivell
- .com.mu - Entitats comercials
- .net.mu - Entitats de xarxa
- .org.mu - Organitzacions sense ànim de lucre
- .gov.mu - Organitzacions governamentals
- .ac.mu - Institucions acadèmiques
- .co.mu - Entitats comercials (la majoria de registradors ja no el tenen disponible)
- .or.mu - Organitzacions sense ànim de lucre (la majoria de registradors ja no el tenen disponible)